# César-Pierre Richelet

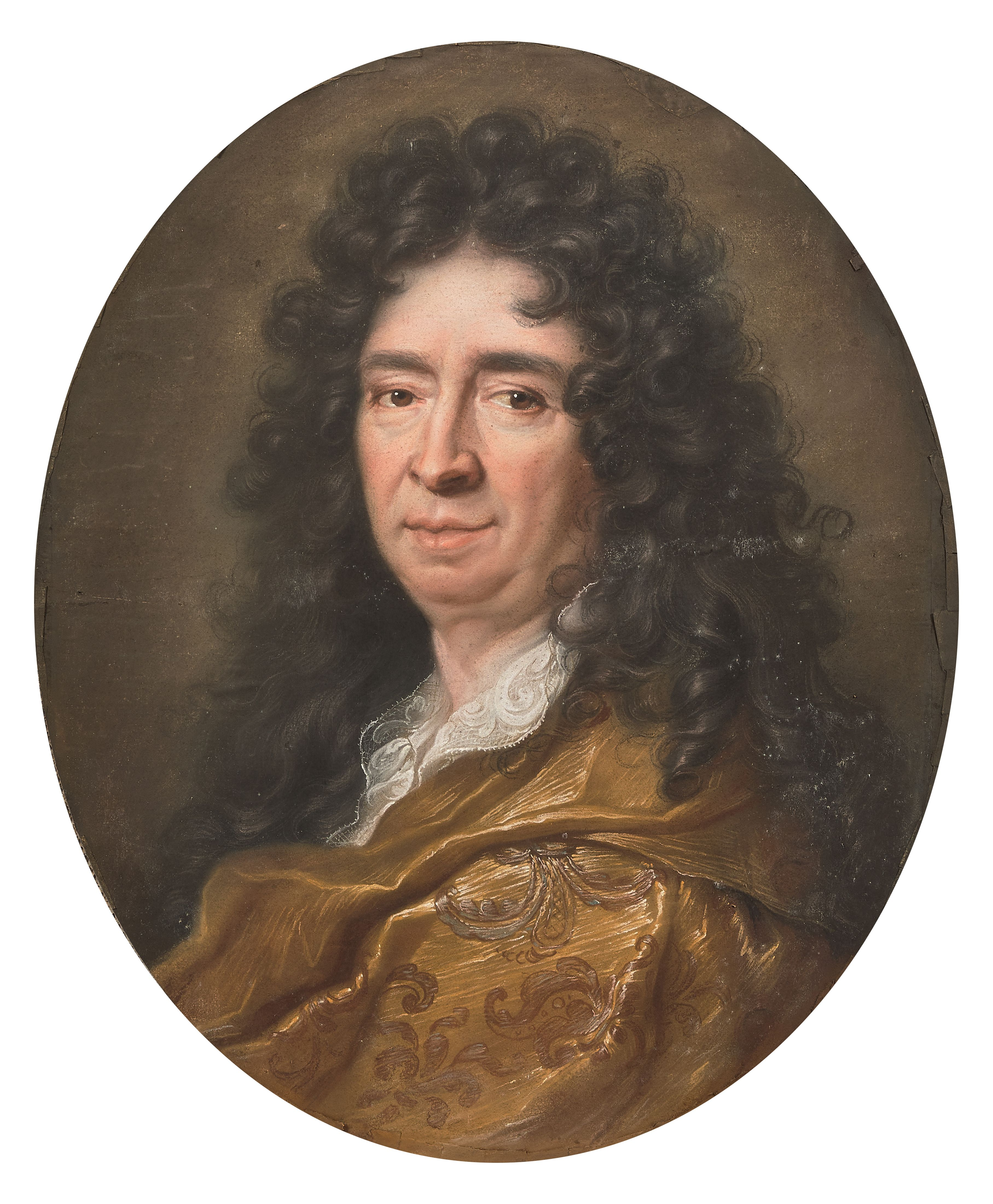
César-Pierre Richelet

César-Pierre Richelet  (* November 1626 in Cheminon, Département Marne; † 23. November 1698 in Paris) war ein französischer Romanist, Übersetzer und Lexikograf.

## Leben und Werk

### Richelet in der Provinz
Richelet, der mit 6 Jahren seine Mutter verlor, ging in Vitry-le-François zur Schule und lebte ab 1641 im Haushalt des Übersetzers Nicolas Perrot d’Ablancourt (1606–1664, seit 1637 Mitglied der Académie française). Er wurde Soldat und war vor 1654 in Dijon Hauslehrer. Dort verkehrte er mit den Gelehrten Jean-Baptiste Lantin (1620–1695) und Claude Nicaise (1623–1701). Ab 1654 unterrichtete er am Gymnasium in Vitry-le-François.

### Richelet in Paris
1661 ging Richelet nach Paris, wo er von Perrot d’Ablancourt und Olivier Patru protegiert wurde und mit Jean Chapelain in Kontakt war. Er studierte drei Jahre Rechtswissenschaft und  durfte sich dann Anwalt („avocat“) nennen, scheint aber den Beruf nicht ausgeübt, sondern als Literat und Französischlehrer reicher Ausländer gelebt zu haben.
Nach dem Tod von Perrot d’Ablancourt gab er auf Wunsch des Verstorbenen dessen Übersetzung von Luis del Mármol Carvajals Afrikabuch heraus. Er trug zum Reimwörterbuch von Jean Jacobé Frémont d’Ablancourt  (1621–1696, Neffe von Perrot d’Ablancourt) mit einer Verslehre bei und kam über die (nicht verwirklichte) Idee, den Wörtern des Reimwörterbuchs Definitionen beizufügen, zum Projekt eines einsprachigen Wörterbuchs des Französischen, das in Frankreich fehlte, weil die Académie française einerseits seit 1674 ein Wörterbuchmonopol besaß, ihr Wörterbuch aber andererseits auf sich warten ließ (und erst 1694 erscheinen sollte).

### Richelets Wörterbuch
In der Akademie gehörte Patru zu der Minderheit, die für den Dictionnaire de l’Académie française (nach dem ursprünglichen Plan von Jean Chapelain) Zitate bevorzugt hätte. Er regte deshalb ab 1677 in seinem Bekanntenkreis das Sammeln von Zitaten an, mit denen Richelet dann in erstaunlich kurzer Zeit den Dictionnaire françois contenant les mots et les choses erstellte, das erste Definitionswörterbuch des Französischen. Das Wörterbuch, finanziert von Ferdinand von Fürstenberg, dem es gewidmet ist, musste, gedruckt von Jean Baptiste Fatio (1625–1708, Vater des Mathematikers Nicolas Fatio de Duillier), 1680 ohne Privileg bei dem Franken Johann Hermann Widerhold (1635–1683) in Genf erscheinen und illegal zum Verkauf nach Paris geschafft werden, weswegen zahlreiche Exemplare beschlagnahmt und eingestampft wurden. Der Erfolg war dennoch groß, mit allerdings geringem finanziellen Gewinn für den Autor.

### Richelets Wörterbuch als Quelle
Philibert-Joseph Le Roux hat für sein Wörterbuch Dictionaire comique, satyrique, critique, burlesque, libre et proverbial  von 1718 möglicherweise ein Manuskript von Richelet benutzt. François Cassandre († 1695), der Sekretär von Patru, hat in seinem Wörterbuch Dictionnaire des mots obscurs (in: La porte des sciences, Paris 1682) ausgiebig das Wörterbuch von Richelet ausgeschrieben.

## Ehrungen

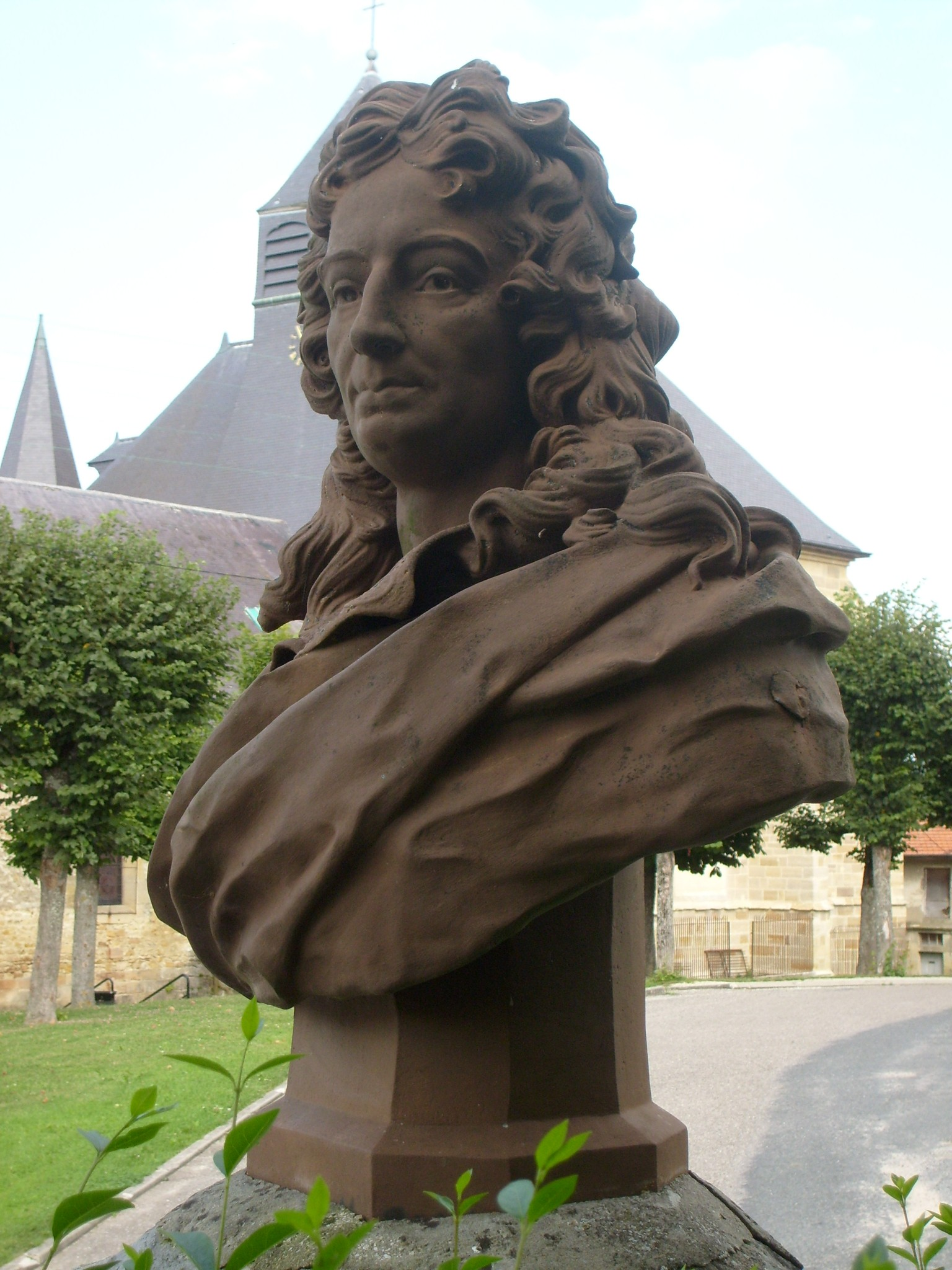
Büste in seinem Geburtsort Cheminon

Eine Büste Richelets steht vor dem Rathaus von Cheminon im Département Marne. Dort trägt auch eine Straße seinen Namen.

## Werke

### Wörterbücher
- Dictionnaire françois, contenant les mots et les choses, 2 Bde., Genf 1680 (zahlreiche Auflagen bis 1769; Hildesheim/New York 1973)
  - Dictionnaire portatif de la langue françoise, Lyon 1756 (zahlreiche Auflagen bis 1811)
- Dictionnaire de rimes dans un nouvel ordre, Paris 1692 (zahlreiche Auflagen bis 1817, ursprünglich anonym, Nouveau dictionnaire de rimes, Paris 1667)

### Weitere Werke
- (Hrsg.) L’Afrique de Mármol, Paris 1667
- (Übersetzer) Inca Garcilaso de la Vega, Histoire de la Floride, 2 Bde., Paris 1670 (aus dem Spanischen übersetzt)
- La versification françoise, Paris 1671, 1672, 1677
- (Übersetzer mit Augustin Lubin, 1624–1695) Johannes Scheffer, Histoire de la Laponie, Paris 1678 (aus dem Lateinischen übersetzt, Richelet übernahm die Kapitel 1–5)
- (Hrsg.) Les plus belles lettres des meilleurs auteurs françois, Paris 1689 (zahlreiche Auflagen bis 1761)
- La connoissance des genres françois, Paris 1695
- Les plus belles lettres des meilleurs auteurs françois avec des notes (Die schönsten Briefe der besten französischen Autoren mit Notizen; 1694) Richelt Pierre, Amsterdam, Wetstein Henri Edition.